# Copa de Naciones Femenina de la OFC 2018
La Copa de Naciones Femenina de la OFC 2018 fue la décima primera edición del principal torneo de fútbol femenino oceánico. Se disputó en Nueva Caledonia del 18 de noviembre al 1 de diciembre y contó con ocho participantes.
Previamente tuvo lugar una fase preliminar en Fiyi en la que la selección local, Islas Salomón, Samoa Americana y Vanuatu definió al octavo participante. Por su parte, Islas Cook, Nueva Caledonia, Nueva Zelanda, Papúa Nueva Guinea, Samoa, Tahití y Tonga clasificaron automáticamente. El equipo que se consagró campeón fue Nueva Zelanda y clasificó tanto a la Copa Mundial de 2019 como a los Juegos Olímpicos de Tokio 2020.

## Fase preliminar
Se llevó a cabo en Fiyi entre el 25 y el 31 de agosto. La selección de Fiyi obtuvo su clasificación al torneo.
| Equipo               | Pts | PJ | PG | PE | PP | GF | GC | Dif |
| -------------------- | --- | -- | -- | -- | -- | -- | -- | --- |
| Fiyi                 | 7   | 3  | 2  | 1  | 0  | 7  | 1  | +6  |
| Vanuatu              | 6   | 3  | 2  | 0  | 1  | 3  | 5  | -2  |
| Islas Salomón        | 4   | 3  | 1  | 1  | 1  | 2  | 1  | +1  |
| Samoa Estadounidense | 0   | 3  | 0  | 0  | 3  | 0  | 5  | -5  |

| 24 de agosto de 2018, 12:00hs (GMT+12) | Samoa Estadounidense | 0:2 (0:1) | Islas Salomón            | Churchill Park, Lautoka, Fiyi                      |                                                    |
|                                        |                      | Reporte   | - 39', 90' Laydah Samani | Asistencia: 100 espectadores Árbitra: Beth Rattray | Asistencia: 100 espectadores Árbitra: Beth Rattray |

| 24 de agosto de 2018, 15:00hs (GMT+12) | Vanuatu          | 1:5 (0:2) | Fiyi                                             | Churchill Park, Lautoka, Fiyi                         |                                                       |
|                                        | - Annie Gere 75' | Reporte   | - 6', 57' Cema Nasau - 41', 54', 55' Trina Davis | Asistencia: 300 espectadores Árbitra: Tapaita Lelenga | Asistencia: 300 espectadores Árbitra: Tapaita Lelenga |

| 27 de agosto de 2018, 12:00hs (GMT+12) | Vanuatu               | 1:0 (1:0) | Samoa Estadounidense | Churchill Park, Lautoka, Fiyi                     |                                                   |
|                                        | - Melissa Wakeret 44' | Reporte   |                      | Asistencia: 100 espectadores Árbitra: Roger Adams | Asistencia: 100 espectadores Árbitra: Roger Adams |

| 27 de agosto de 2018, 15:00hs (GMT+12) | Fiyi | 0:0     | Islas Salomón | Churchill Park, Lautoka, Fiyi                        |                                                      |
|                                        |      | Reporte |               | Asistencia: 1000 espectadores Árbitra: Sione Lelenga | Asistencia: 1000 espectadores Árbitra: Sione Lelenga |

| 30 de agosto de 2018, 12:00hs (GMT+12) | Islas Salomón | 0:1 (0:1) | Vanuatu              | Churchill Park, Lautoka, Fiyi                         |                                                       |
|                                        |               | Reporte   | - 5' Leisale Solomon | Asistencia: 100 espectadores Árbitra: Tapaita Lelenga | Asistencia: 100 espectadores Árbitra: Tapaita Lelenga |

| 30 de agosto de 2018, 15:00hs (GMT+12) | Fiyi                               | 2:0 (2:0) | Samoa Estadounidense | Churchill Park, Lautoka, Fiyi                      |                                                    |
|                                        | - Trina Davis 40' - Cema Nasau 45' | Reporte   |                      | Asistencia: 500 espectadores Árbitra: Beth Rattray | Asistencia: 500 espectadores Árbitra: Beth Rattray |

## Torneo final

### Fase de grupos

#### Grupo A
| Equipo             | Pts | PJ | PG | PE | PP | GF | GC | Dif |
| ------------------ | --- | -- | -- | -- | -- | -- | -- | --- |
| Papúa Nueva Guinea | 9   | 3  | 3  | 0  | 0  | 14 | 3  | +11 |
| Nueva Caledonia    | 6   | 3  | 2  | 0  | 1  | 8  | 8  | 0   |
| Tahití             | 1   | 3  | 0  | 1  | 2  | 8  | 12 | -4  |
| Samoa              | 1   | 3  | 0  | 1  | 2  | 5  | 12 | -7  |

| 18 de noviembre de 2018, 14:00hs (GMT+12) | Samoa | 0:5 (0:3) | Papúa Nueva Guinea                                   | Stade Yoshida, Koné, Nueva Caledonia                 |                                                      |
|                                           |       | Reporte   | - 17', 22', 53' Gunemba - 27' Gabong - 90+1' Bauelua | Asistencia: 150 espectadores Árbitra: Nadia Browning | Asistencia: 150 espectadores Árbitra: Nadia Browning |

| 18 de noviembre de 2018, 17:00hs (GMT+12) | Tahití                   | 2:4 (2:3) | Nueva Caledonia                          | Stade Yoshida, Koné, Nueva Caledonia                |                                                     |
|                                           | - Tamarii 27' - Hioe 45' | Reporte   | - 19' Xowie - 22', 25' Pahoa - 81' Lalie | Asistencia: 423 espectadores Árbitra: Morgan Archer | Asistencia: 423 espectadores Árbitra: Morgan Archer |

| 21 de noviembre de 2018, 14:00hs (GMT+12) | Tahití                                          | 5:5 (4:3) | Samoa                                                   | Stade Yoshida, Koné, Nueva Caledonia                  |                                                       |
|                                           | - Teotahi 3', 7', 50' - Taumaa 10' - Hioe 45+4' | Reporte   | - 1', 79', 89' Sataraka - 4' (a.g.) Kimitete - 21' Malo | Asistencia: 200 espectadores Árbitra: Tapaita Lelenga | Asistencia: 200 espectadores Árbitra: Tapaita Lelenga |

| 21 de noviembre de 2018, 17:00hs (GMT+12) | Nueva Caledonia           | 2:6 (0:3) | Papúa Nueva Guinea                          | Stade Yoshida, Koné, Nueva Caledonia                |                                                     |
|                                           | - Maguire 48' - Gatha 90' | Reporte   | - 20', 31', 46', 60', 81' Kaipu - 36' Padio | Asistencia: 603 espectadores Árbitra: Morgan Archer | Asistencia: 603 espectadores Árbitra: Morgan Archer |

| 24 de noviembre de 2018, 14:00hs (GMT+12) | Papúa Nueva Guinea            | 3:1 (1:1) | Tahití      | Stade Yoshida, Koné, Nueva Caledonia               |                                                    |
|                                           | - Unamba 31' - Padio 74', 84' | Reporte   | - 6' Taumaa | Asistencia: 150 espectadores Árbitra: Torika Delai | Asistencia: 150 espectadores Árbitra: Torika Delai |

| 24 de noviembre de 2018, 17:00hs (GMT+12) | Nueva Caledonia             | 2:0 (0:0) | Samoa | Stade Yoshida, Koné, Nueva Caledonia             |                                                  |
|                                           | - Ajapuhnya 50' - Xowie 65' | Reporte   |       | Asistencia: 421 espectadores Árbitra: Ben Aukwai | Asistencia: 421 espectadores Árbitra: Ben Aukwai |

#### Grupo B
| Equipo        | Pts | PJ | PG | PE | PP | GF | GC | Dif |
| ------------- | --- | -- | -- | -- | -- | -- | -- | --- |
| Nueva Zelanda | 9   | 3  | 3  | 0  | 0  | 27 | 0  | +27 |
| Fiyi          | 6   | 3  | 2  | 0  | 1  | 15 | 10 | +5  |
| Tonga         | 3   | 3  | 1  | 0  | 2  | 1  | 23 | -22 |
| Islas Cook    | 0   | 3  | 0  | 0  | 3  | 0  | 10 | -10 |

| 19 de noviembre de 2018, 14:00hs (GMT+12) | Nueva Zelanda                                                                                          | 11:0 (8:0) | Tonga | Estadio Numa-Daly Magenta, Numea, Nueva Caledonia |                                                  |
|                                           | - White 8', 14' - Longo 9', 13' - Hassett 34', 45' - Gregorius 37', 39' - Percival 51', 67' - Jale 88' | Reporte    |       | Asistencia: 150 espectadores Árbitra: Rani Perry  | Asistencia: 150 espectadores Árbitra: Rani Perry |

| 19 de noviembre de 2018, 17:00hs (GMT+12) | Islas Cook | 0:3 (0:2) | Fiyi                                        | Estadio Numa-Daly Magenta, Numea, Nueva Caledonia |                                                   |
|                                           |            | Reporte   | - 34' Nasau - 36' Davis - 57' Tamanitoakula | Asistencia: 150 espectadores Árbitra: Roger Adams | Asistencia: 150 espectadores Árbitra: Roger Adams |

| 22 de noviembre de 2018, 14:00hs (GMT+12) | Tonga | 0:12 (0:9) | Fiyi                                                                                               | Estadio Numa-Daly Magenta, Numea, Nueva Caledonia |                                                   |
|                                           |       | Reporte    | - 6', 11', 24', 36' Tamanitoakula - 13', 43', 51' Nasau - 20', 81' Davis - 22', 30', 90' Diyalowai | Asistencia: 100 espectadores Árbitra: Fina Angelo | Asistencia: 100 espectadores Árbitra: Fina Angelo |

| 22 de noviembre de 2018, 17:00hs (GMT+12) | Nueva Zelanda                                                       | 6:0 (3:0) | Islas Cook | Estadio Numa-Daly Magenta, Numea, Nueva Caledonia      |                                                        |
|                                           | - Longo 13' - Rolston 15', 45' - Rood 68' - Morton 90' - Jale 90+2' | Reporte   |            | Asistencia: 100 espectadores Árbitra: David Yareboinen | Asistencia: 100 espectadores Árbitra: David Yareboinen |

| 25 de noviembre de 2018, 14:00hs (GMT+12) | Tonga     | 1:0 (1:0) | Islas Cook | Estadio Numa-Daly Magenta, Numea, Nueva Caledonia |                                                   |
|                                           | - Vaka 3' | Reporte   |            | Asistencia: 100 espectadores Árbitra: Fina Angelo | Asistencia: 100 espectadores Árbitra: Fina Angelo |

| 25 de noviembre de 2018, 17:00hs (GMT+12) | Fiyi | 0:10 (0:4) | Nueva Zelanda                                                                                         | Estadio Numa-Daly Magenta, Numea, Nueva Caledonia |                                                  |
|                                           |      | Reporte    | - 8', 38' Longo - 16', 24', 88' Gregorius - 54' Moore - 58', 79' Rood - 70' (a.g.) Tora - 85' Rolston | Asistencia: 100 espectadores Árbitra: Rani Perry  | Asistencia: 100 espectadores Árbitra: Rani Perry |

## Segunda fase
|  | Semifinales                     | Semifinales                     |   |                                | Final                          | Final |  |
|  |                                 |                                 |   |                                |                                |       |  |
|  |                                 |                                 |   |                                |                                |       |  |
|  | 28 de noviembre de 2018 - Maré  |                                 |   |                                |                                |       |  |
|  | Papúa Nueva Guinea              | 1                               |   |                                |                                |       |  |
|  | Fiyi                            | 5                               |   |                                |                                |       |  |
|  |                                 |                                 |   |                                |                                |       |  |
|  |                                 |                                 |   |                                | 1 de diciembre de 2018 - Numea |       |  |
|  |                                 |                                 |   |                                | Fiyi                           | 0     |  |
|  |                                 | Nueva Zelanda                   | 8 |                                |                                |       |  |
|  |                                 |                                 |   |                                |                                |       |  |
|  |                                 |                                 |   |                                |                                |       |  |
|  |                                 |                                 |   |                                | Tercer lugar                   |       |  |
|  | 28 de noviembre de 2018 - Lifou | 28 de noviembre de 2018 - Lifou |   | 1 de diciembre de 2018 - Numea | 1 de diciembre de 2018 - Numea |       |  |
|  | Nueva Zelanda                   | 8                               |   | Papúa Nueva Guinea             | 7                              |       |  |
|  | Nueva Caledonia                 | 0                               |   |                                | Nueva Caledonia                | 1     |  |

### Semifinales
| 28 de noviembre de 2018, 15:00hs (GMT+12) | Papúa Nueva Guinea | 1:5 (1:2) | Fiyi                                                             | Estadio de la Roche, Maré, Nueva Caledonia           |                                                      |
|                                           | - Gunemba 12'      | Reporte   | - 24', 65' Davis - 27' Tamanitoakula - 72' Nasau - 87' Diyalowai | Asistencia: 500 espectadores Árbitra: Nadia Browning | Asistencia: 500 espectadores Árbitra: Nadia Browning |

| 28 de noviembre de 2018, 15:00hs (GMT+12) | Nueva Zelanda                                                                   | 8:0 (7:0) | Nueva Caledonia | Estadio Hnasse, Lifou, Nueva Caledonia            |                                                   |
|                                           | - Hassett 1' - Rolston 7', 20', 43' - Bowen 26' - Satchell 31' - White 38', 68' | Reporte   |                 | Asistencia: 1200 espectadores Árbitra: Rani Perry | Asistencia: 1200 espectadores Árbitra: Rani Perry |

### Tercer puesto
| 1 de diciembre de 2018, 14:00hs (GMT+12) | Papúa Nueva Guinea                                                | 7:1 (3:0) | Nueva Caledonia | Estadio Numa-Daly Magenta, Numea, Nueva Caledonia |                                                   |
|                                          | - Gunemba 5', 36', 54', 82' - Gabong 41' - Unamba 52' - Birum 84' | Reporte   | - 60' Pahoa     | Asistencia: 400 espectadores Árbitra: Fina Angelo | Asistencia: 400 espectadores Árbitra: Fina Angelo |

### Final
| 1 de diciembre de 2018, 17:00hs (GMT+12) | Fiyi | 0:8 (0:4) | Nueva Zelanda                                                                            | Estadio Numa-Daly Magenta, Numea Nueva Caledonia      |                                                       |
|                                          |      | Reporte   | - 2', 90+1' White - 6' (pen.), 74' Gregorius - 38', 55' Hassett - 45+2' Moore - 48' Rood | Asistencia: 450 espectadores Árbitra: Tapaita Lelenga | Asistencia: 450 espectadores Árbitra: Tapaita Lelenga |

|                                  |
| Bandera de Nueva Zelanda         |
| Campeón Nueva Zelanda 6.º título |

## Estadísticas

### Tabla general
| Equipo | Equipo             | Pts | PJ | PG | PE | PP | GF | GC | Dif | Rend   |
| ------ | ------------------ | --- | -- | -- | -- | -- | -- | -- | --- | ------ |
| 1      | Nueva Zelanda      | 15  | 5  | 5  | 0  | 0  | 43 | 0  | +43 | 100,0% |
| 2      | Fiyi               | 9   | 5  | 3  | 0  | 2  | 20 | 19 | +1  | 60,0%  |
| 3      | Papúa Nueva Guinea | 12  | 5  | 4  | 0  | 1  | 22 | 9  | +13 | 80,0%  |
| 4      | Nueva Caledonia    | 6   | 5  | 2  | 0  | 3  | 9  | 23 | -14 | 40,0%  |
| 5      | Tonga              | 3   | 3  | 1  | 0  | 2  | 1  | 23 | -22 | 33,3%  |
| 6      | Tahití             | 1   | 3  | 0  | 1  | 2  | 8  | 12 | -4  | 11,1%  |
| 7      | Samoa              | 1   | 3  | 0  | 1  | 2  | 5  | 12 | -7  | 11,1%  |
| 8      | Islas Cook         | 0   | 3  | 0  | 0  | 3  | 0  | 10 | -10 | 0,0%   |

### Goleadoras
| Jugadora            | Selección          | Goles |
| ------------------- | ------------------ | ----- |
| Sarah Gregorius     | Nueva Zelanda      | 8     |
| Meagen Gunemba      | Papúa Nueva Guinea | 8     |
| Rosie White         | Nueva Zelanda      | 6     |
| Luisa Tamanitoakula | Fiyi               | 6     |
| Emma Rolston        | Nueva Zelanda      | 6     |

## Clasificada alMundial de Francia 2019y a losJuegos Olímpicos de Tokio 2020
| Australia     |
| Nueva Zelanda |